# Люцимія
Люцимія (пол. Lucimia) — село в Польщі, у гміні Пшиленк Зволенського повіту Мазовецького воєводства.
Населення — 368 осіб (2011).
У 1975-1998 роках село належало до Радомського воєводства.

## Демографія
Демографічна структура станом на 31 березня 2011 року:
|          | Загалом | Допрацездатний вік | Працездатний вік | Постпрацездатний вік |
| -------- | ------- | ------------------ | ---------------- | -------------------- |
| Чоловіки | 193     | 34                 | 130              | 29                   |
| Жінки    | 175     | 34                 | 86               | 55                   |
| Разом    | 368     | 68                 | 216              | 84                   |